# Norma Pratelli Parenti
Norma Parenti Pratelli (Monterotondo Marittimo, 1º giugno 1921 – Massa Marittima, 22 giugno 1944) è stata una partigiana italiana, medaglia d'oro al valor militare (alla memoria).

## Biografia

Norma Parenti Pratelli

Norma Parenti nasce nel Podere "Zuccantine di Sopra" situato oggi a Monterotondo Marittimo ma allora Comune di Massa Marittima, figlia di Estewan, nato a Volterra, e Roma Camerini, nata a Suvereto.  Negli anni della maturità aderì all'organizzazione semiclandestina denominata Azione Cattolica, entrando a far parte del Circolo “Santa Giovanna D'Arco” operante all'interno dell'ospizio “S.Chiara”.
A partire dal 1941, risiederà per un anno nel ritiro spirituale Villa S. Regina a Siena, e nel marzo del 1942 nella Compagnia delle figlie dimesse di S. Angela Merici con l'intento di entrarvi, ma poi abbandonerà il proposito. Infatti nell'estate del 1942, trasferitasi già a Massa Marittima si fidanza con Mario Pratelli, proveniente da Agordo, che sposerà il 31 marzo del 1943 e il 29 dicembre dello stesso anno nacque Alberto Mario Pratelli, unico figlio di Norma e Mario.
Dopo l'armistizio di Cassibile partecipa attivamente alla guerra di liberazione italiana, nelle file della Resistenza grossetana come partigiana nel Raggruppamento "Amiata" della 23ª Brigata Garibaldi, raccogliendo denaro e aiuti per i partigiani, dando ospitalità ai fuggiaschi, ospitando ex prigionieri alleati, procurando armi e munizioni e partecipando di persona a varie azioni di guerra.
In una trattoria di Massa Marittima, gestita dalla madre, Norma indusse alla diserzione numerosi prigionieri di guerra stranieri, affinché raggiungessero le bande partigiane.
Fu proprio uno di questi prigionieri, un soldato mongolo, che tradì Norma e la fece arrestare insieme alla madre, la sera del 22 giugno 1944.
Dopo essere stata ferocemente seviziata, Norma Pratelli Parenti fu fucilata la sera stessa dalle truppe tedesche in ritirata. Il suo corpo straziato fu rinvenuto il giorno successivo. In sua memoria venne decretata la concessione della Medaglia d'oro al valor militare alla memoria.

## Intitolazioni

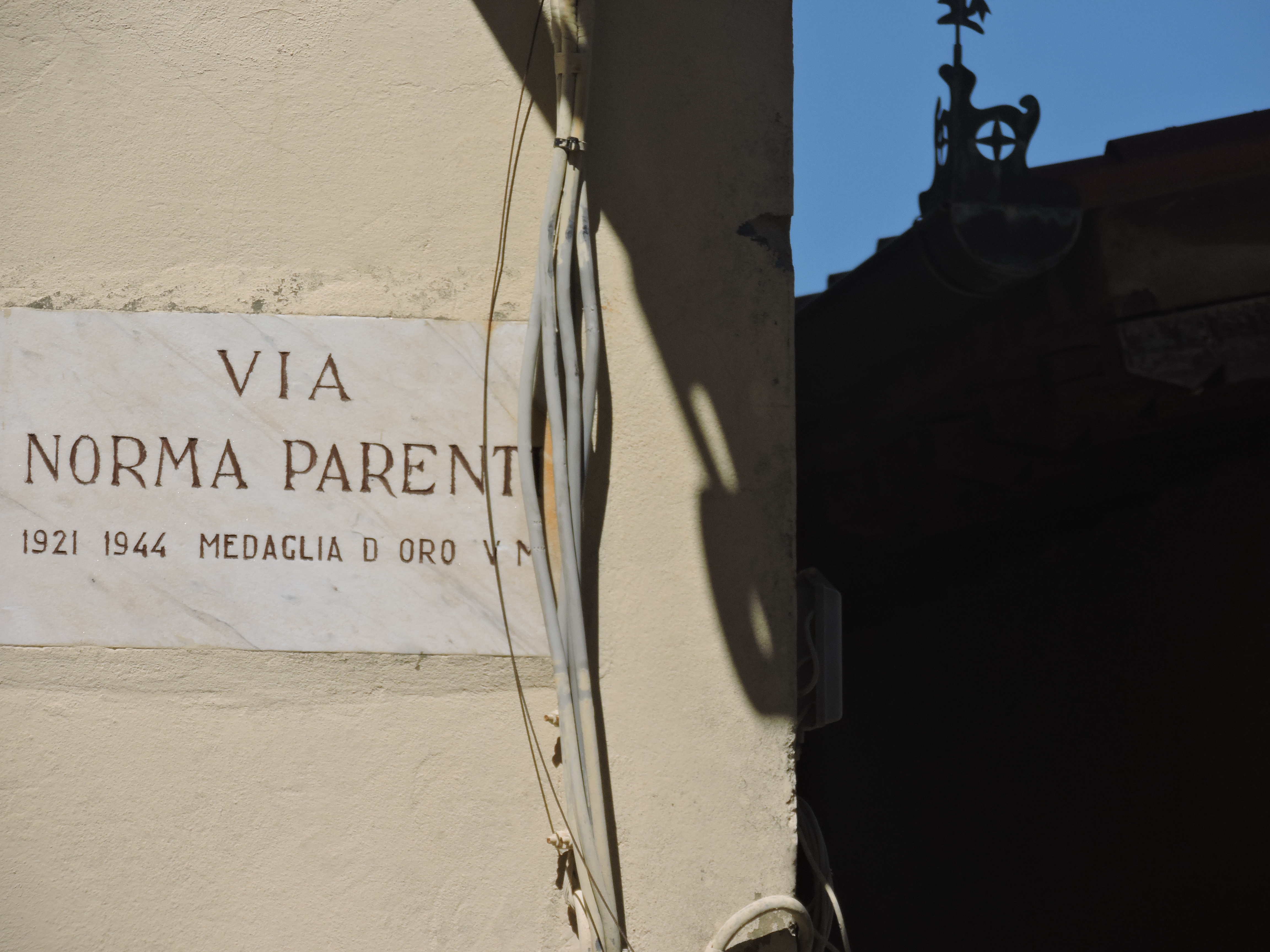
Via Norma Parenti, Massa Marittima

Una scuola primaria di Populonia porta il suo nome, mentre si trovano vie a lei intitolate a Massa Marittima, Grosseto, Follonica, Piombino, Fizzonasco e Roma. Proprio a Roma, nel quartiere di Selva Candida, la via riporta l'errata dicitura Norma Fratelli Parenti.

### Periodici
- Riccardo Michelucci, Norma come Antigone contro i nazifascisti, Avvenire, Roma, 16 marzo 2013.